# 天理教
天理教（てんりきょう）は、中山みきを開祖とする日本発祥の宗教。江戸時代後半に成立した宗教の一つ。かつては教派神道の一派とされていたが、本来は神道とは別の宗教であり、仏教の影響もみられる。一般的には奈良県天理市に本拠地を置く包括宗教法人（宗教法人天理教）およびその傘下の被包括宗教法人（教会本部および一般教会）を指すが、広義には中山みきが伝えた教義そのものを指す場合があり、その教義を信仰する単立の宗教法人もある。

## 概要

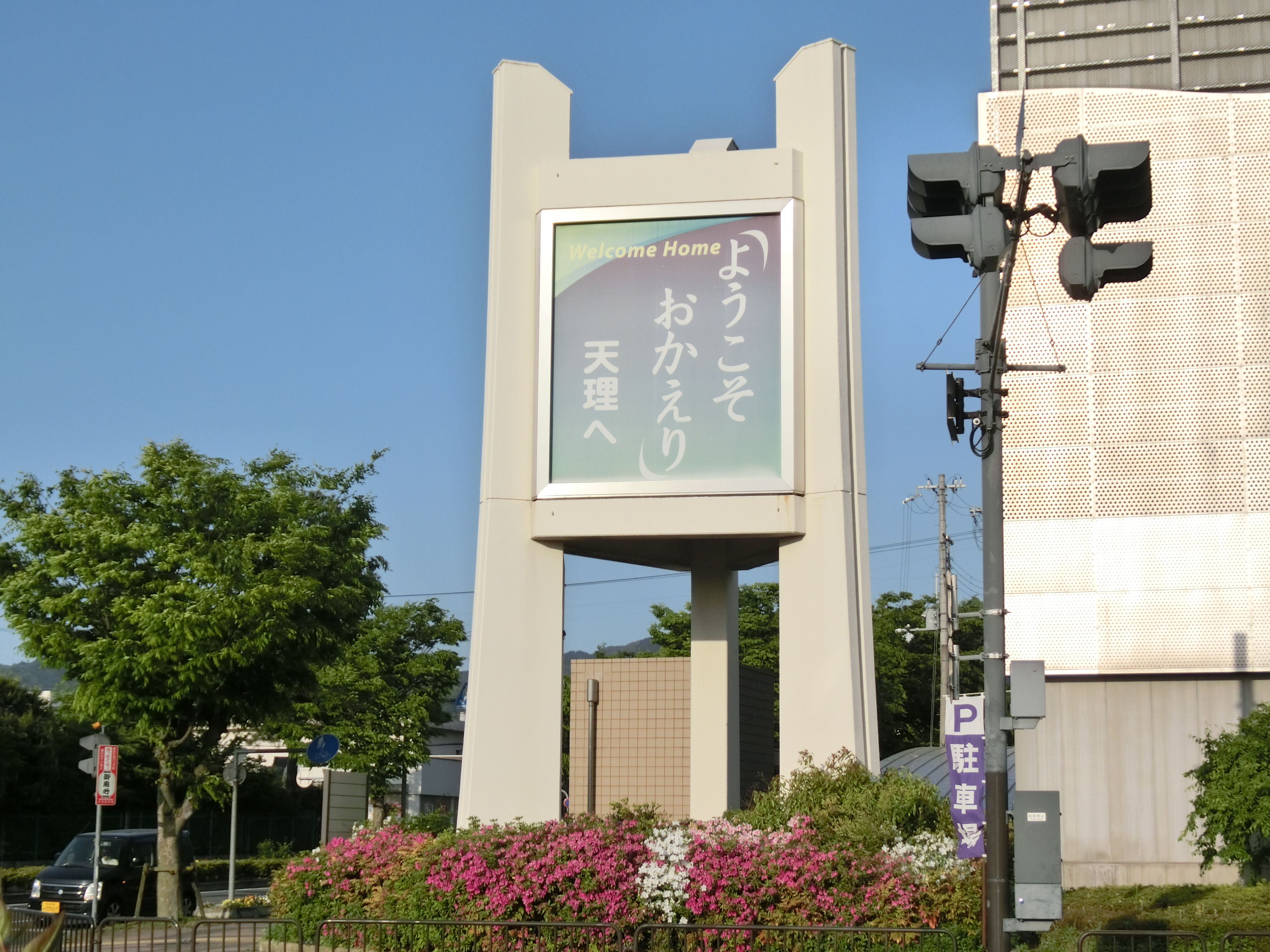
「ようこそおかえり」の標示

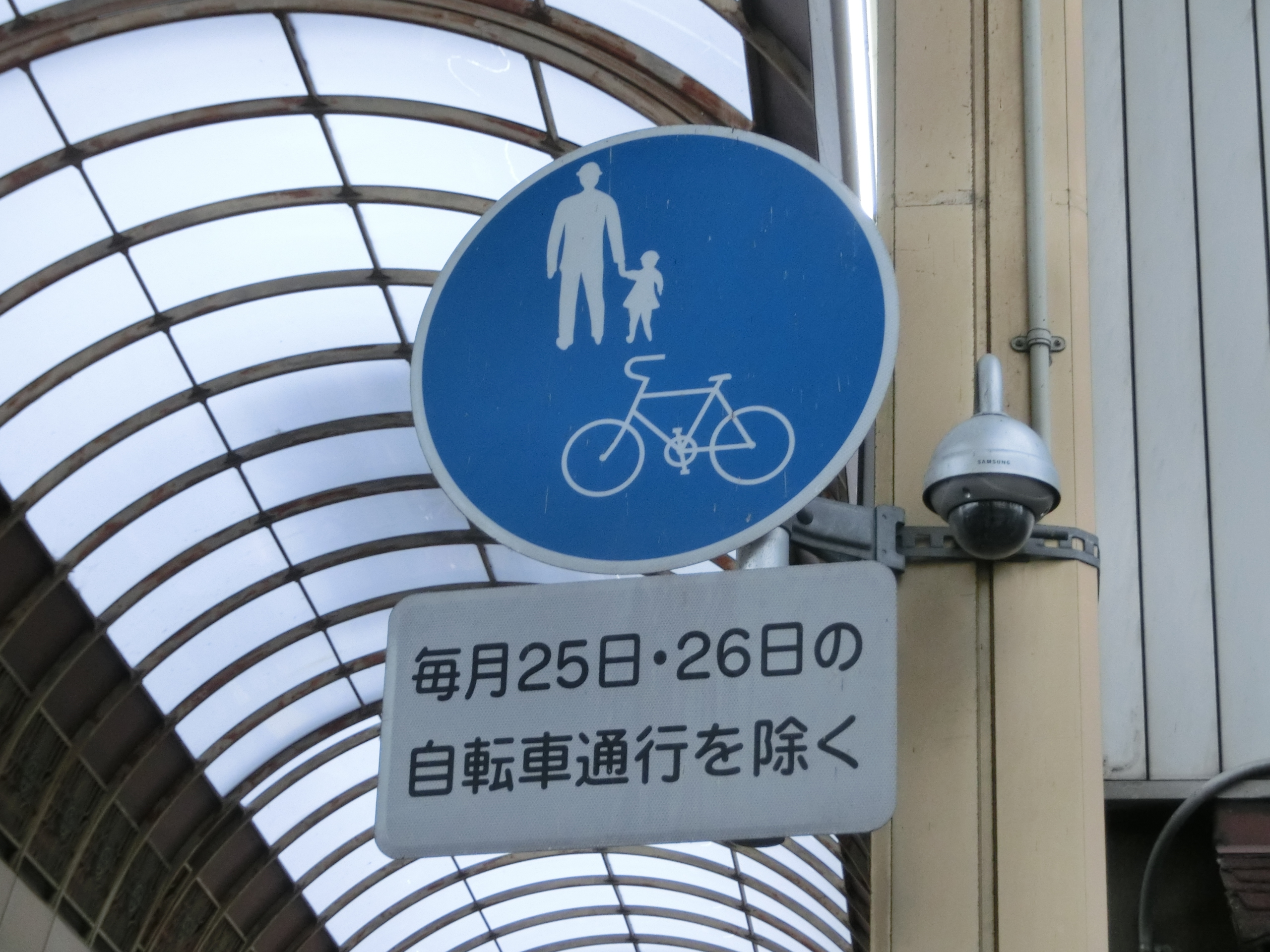
天理本通りの自転車および歩行者専用標識
月次祭（全国から信者が集まる祭り）がある毎月26日とその前日は自転車の通行が禁止されている。

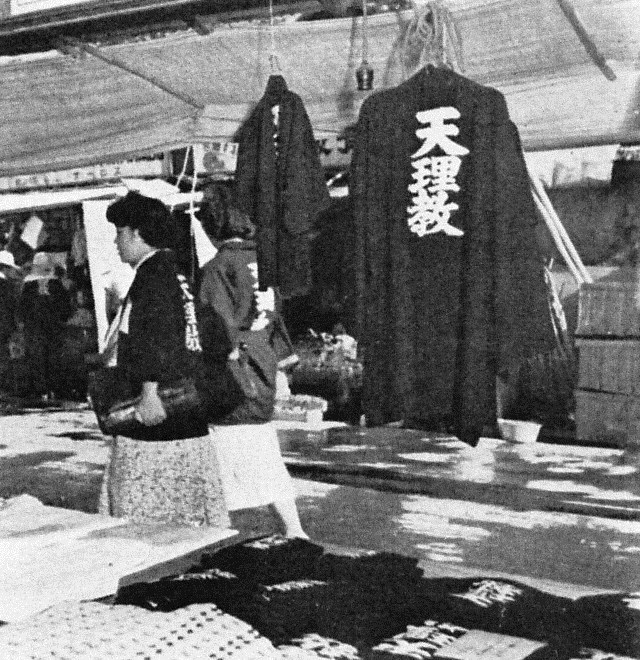
1950年代に撮影された「天理教」のハッピ

「宗教法人天理教」およびその被包括法人である「宗教法人天理教教会本部（略して教会本部）」は奈良県天理市にあり、またその傘下にある一般教会は各地に点在する。
崇拝対象の神の名称（神名）は天理王命（てんりおうのみこと）で「親神（おやがみ）」または敬称を付けて「親神様（おやがみさま）」とも呼称。天理教公式ホームページでは「親神天理王命」と紹介しており、人類創造神とされている。なおまだ宗教として公認されておらず明確な教典も存在しなかった教祖存命時の神名は一定しておらず、「天輪王命」などの様々な名称で文献上表記されており、教会の公認後も天理教教典上「天理大神」が神名とされている時代もあった。教会本部、各地の一般教会では、天理王命とともに教祖と御霊の社を置き礼拝しているが、一神教（一つの神のみを信仰する宗教）である。「陽気ぐらし」という人間がみんなで助け合う世界の実現を目指している。教祖は中山みき。天理教では「教祖」と書いて「おやさま」と呼称している。明治20年（1887年）に、教祖・みきは90歳で死去したが、天理教では目に見える存在の「現身（うつしみ）を隠した」のであり、その魂は今でも「元の屋敷（現在の教会本部、教祖殿）」に留まっており、人々の暮らしを見守り守護しているとしている「教祖存命の理」が、天理教信仰の根本的な精神的支柱となっている。
現在の統理者は真柱（しんばしら）・中山善司。次期後継者は中山大亮。
天理教では、人間の命の発祥地の中心を「ぢば」（地場）と称し、1875年（明治8年）6月29日（陰暦5月26日）に教祖の「ぢばさだめ」という啓示でその場所を定めている。2代真柱の中山正善によれば「ぢば」という言葉には特別に意味は無く、教祖はあくまで「場所」という日本語のニュアンスで使用していた。その後の教勢の発達と時間的な経過とともに「ぢば」は天理教義的な観点から「人間の宿し込みの地点」と意味が明示され、場所という視座ではその証拠として据えられている「かんろだい」のある特定の地点と定義されるようになったとされる。この「ぢば」は「元なるぢば」「かんろだいのぢば」の意味もあり、天理教の信仰の対象であり、中心であるとされているため、明治8年のぢばさだめから数度の大規模な増築を重ねた現在に至るまで、まったく変わらぬ位置にある。このようなぢばの意義は「ぢばの理」と呼ばれている。天理教教会本部は、この「ぢば」を中心に建られており、神殿の四方に建てられたすべての建物を「かんろだい」の礼拝所とし、全国大多数の各教会の神殿も「ぢば」の方向にむけて建てられている。通常は、丁寧語の「お」をつけて「おぢば」と呼び、人がこの地を訪れることは、故郷に帰ることであるから、「おぢばがえり」と呼んでいる。そのため天理駅や天理市内の関係者の宿泊施設である信者詰所などには「お帰りなさい」や「ようこそおかえり」などという看板が見られる。

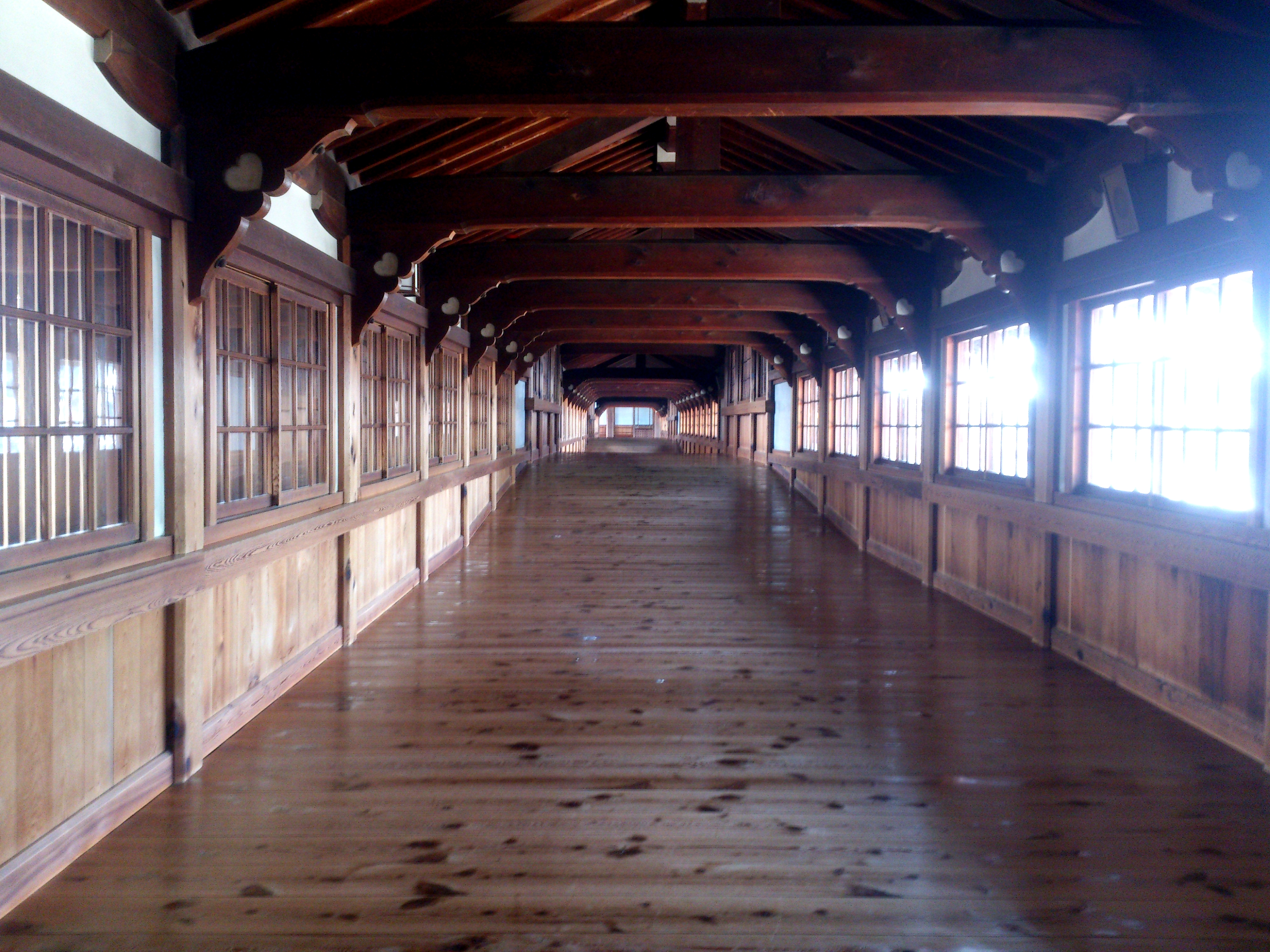
天理教教会本部南礼拝場と教祖殿をつなぐ回廊

天理教教会本部の最も中心である「神殿」は階段を上ったいわゆる二階部分に相当し、さらにその中央部は一般信者や参拝者が立ち入る事のできないよう結界が設けられ、祭典時に祭主が祭文を奏上したり、手おどり、毎朝夕のつとめが行われる一段高い木製の「神床」がある。神床の東西南北には「真座」へ降りる階段が設けられ、中心（ぢば）に人間創造をあらわす六角形の「甘露台」（かんろだい：木製、高さ約2.5m）が据えられている。真座の四周約6間四方は床はなく、純白の玉砂利が敷き詰められている。さらに甘露台の四周約1間四方は花崗岩の延石で区切られ、その中には直径約5〜6cmの丸くて平らな那智黒の石が敷き詰められ中央に甘露台が鎮座する。神床の結界外は信者・参拝者が礼拝する畳敷きの広大な四つの「礼拝場」（らいはいじょう：北礼拝場・南礼拝場・東礼拝場・西礼拝場、合わせて3157畳）があるが、真座は地面（いわゆる一階部分）であるため、礼拝場からは甘露台の上部が見えるのみで真座の全景を見ることはできない。なお神殿の屋根は甘露台の上部一間四方がぽっかりと開けられているため、雨天時は甘露台に直接雨が降り注ぐ。
そのほか教会本部には、教祖が存命のまま暮らしているとされる「教祖殿」（きょうそでん）、御霊を祀る「祖霊殿」（それいでん）などがあり、信仰に関係なく誰もが自由に出入りすることができ、南礼拝場は24時間開かれている。「神殿」では、毎日朝晩に「おつとめ」という定時定例の礼拝が行われており、また毎月26日は、「月次祭」（つきなみさい）という祭典が行われる。傘下にある一般教会などにおいてもその例に倣い、「親神」「教祖」「御霊」を祀る御社を設置し、「おつとめ」や「月次祭」が行われている。
「おつとめ」の「お」は丁寧語としてつけられたもので、天理教での公式な呼称は「つとめ」であり、その定義や種類は複数存在する。特にこの朝晩におこなう「つとめ」は「朝づとめ・夕づとめ」「朝夕のつとめ」などと呼ばれ、礼拝する際には、信者は「あしきをはろうてたすけたまえてんりおうのみこと」などと唱え、そこに定まった手振りを加え、主神の親神天理王命に感謝したり祈りをささげている。
かつて教派神道の一派として公認され活動していた（詳細は後述）ため、葬儀式などに見られるように神道の影響を大きく受けており、現在も「神道系宗教」とみなされることが多いが、教団側では新宗教諸派と称しており、宗教法人としての届けは「諸教」としてなされている。文化庁の宗教年鑑では「諸教の諸教団」として分類されている。
教祖である中山みきが、民衆にも分かりやすく説きたいとの意思から、『おふでさき』『みかぐらうた』が仮名で書かれている。教義などに使われる言葉の多くが「かな表記」にされている。
基本的に信者達は、ハッピを平服の上から着用する。明治22年（1889年）に、奈良県秋津村（現・御所市）の新道開削のために地元の信者数百人が揃いの法被を着用したのがはじまりとされている。その後に「ハッピ」と表記されるようになり、昭和2年（1927年）にその表記が統一され、基本的に黒地で、背中には「天理教」「TENRIKYO」の文字が、襟表には所属団体名などが白字で記載されている。現在では、祭典などの公的行事のほかひのきしんやにをいがけなどの活動時などにも着用し、天理教のトレードマーク、象徴となっている。

## 教義・教理
天理教の教典の一つである『天理教教典』の第三章「元の理」には、天理教の根本教義が示されており、「この世の元初まりは、どろ海であった。月日親神は、この混沌たる様を味気なく思召し、人間を造り、その陽気ぐらしをするのを見て、ともに楽しもうと思いつかれた。」と書かれている。親神が人間を造ったのは、泥海と表現されるような混沌と化した状態であった世界を面白くなく感じて、人間が明るく勇んで暮らす「陽気ぐらし」を見て、人間とともに「よろこび」「たのしみ」たいと思ったからであり、親神の守護と恵みにより、人間は生かされており、天然自然が存在すると説かれている。人間の役割は、親神が見たいと説く陽気ぐらしの実現にほかならず、親神によって生かされているという謙虚な気持ちを持ち、欲を捨て、嘘をつかず、平和で豊かな世界を目指すことが重要であるとされる。
改訂天理教事典によれば、天理教には「この世は神のからだ」、「いちれつ兄弟姉妹」、「身の内のかしもの・かりもの」、「ほこり」、「いんねん」のおもに5つの教理が存在する。
このうち「この世の中は神のからだ」「身の内のかしもの・かりもの」「ほこり」は中心的な教説であり、この世の中は親神の守護の世界であり、人間の身体的生命（身上）をはじめとして、一切の物事は親神の「かしもの」であり親神からの「かりもの」であるという天理教独自の教理が存在し、心だけが自分のものとして自由に使うことが許されているとされる。親神の教えに反する心遣いを埃（ほこり）にたとえて「ほこり」と呼称し、心の使い方次第でこれがたまると説き、自己中心的な心遣いを慎むよう、また親神の思いにそって身体を使うことが重要であり、常日頃から「ほこり」を払う（掃除）ように説いている。
「いちれつ兄弟姉妹」の教えでは、人間はすべて親神天理王命を親とする同一兄弟姉妹であるとされ、互いに助け合い神人和楽の陽気世界の実現を目指し、弛むことなく努力を続けるべきだとされる。天理教のこの教えは、キリスト教の「隣人愛」や「兄弟愛」に類似する点があるが、天理教では単に同信、同宗のみならず、他宗教や敵対する人々も兄弟姉妹とみなしており、その点では異なる。
「いんねん」（因縁）は元は仏教用語であり、天理教での教理としては現在の事象が過去の事象に基づいて存在するという考えや、現在の事象のもととなる過去の事象をさす一般的な用法に近いとされる。天理教ではうまれかわりが教義として存在するため、因縁は一代かぎりではなく、前世のもの、あるいは末代の理とされ、陽気暮らし世界実現のために人間を創造した親神の「元のいんねん」を自覚し、懺悔し、その悪しき心遣いといんねんを納消しなければならないととかれている。
また、天理教では人間社会の根本的な基盤として親子・夫婦関係が重要視されている。人間創造の経緯を示した「元初まりの話」や、教典のひとつでもある『みかぐらうた』の中にも夫婦について言及した部分は多い。
結婚観については基本的に男女の両性が愛し合うことが前提とされており、2015年度に発行された信仰の指導文書である『諭達』でもその保守的な立場を堅持している。離婚についての否定は存在せず、教典『おさしづ』には夫婦の縁は切れても、「いちれつ兄弟姉妹の理」は忘れてはならないとの記述がある。
天理教の教理には「かしもの・かりものの理」があるため、誕生は親神から体を借りることであり、死は借りた体を返すだけであるという死生観が存在する。教義では、死ぬことは終わりではなく最初から新しく「出直す」のであり、死は「出直し」と呼称される。体を借りる主体者は「魂」（心）であり、その実在の場は「この世」以外にないとし、主体者である自己の同一性は魂によって存続すると説かれている。
「人たすけたらわがみたすかる」という教祖の言葉が重んじられるように、天理教では「人助け」が基本理念にあり、それは「自らが真にたすかる道」とされている。
信者の積極的な神恩報謝の行為をすべて「ひのきしん（日の寄進）」と呼ぶ。「ひのきしん」は天理教信仰を具現化、行為化した姿そのものであると説かれている。日々健康に生きられることを親神に感謝し、その感謝の意味を込めて、親神のために働くことをいう。歴史的には天理教草創期から存在し、元治元年（1864年）の「つとめ場所」の棟上げからはじまり、その後の神殿や教祖殿、「おやさとやかた」など教団関係施設の建設の普請につながっている。現在では、教会本部や傘下の一般教会での清掃活動をはじめ、地域における奉仕活動、災害時における「災害救援ひのきしん隊」の派遣などが行われている。
天理教の祭典の中心の行事となるのが「つとめ」であり、幾つかの種類が見受けられる。教義上で最も重要とされるものは親神天理王命に「たすけ」（救済）の実現を祈る「つとめ」であり、その中でも「神楽面」を被り「元初まりの理」や親神の守護の様子を表現する「かぐらづとめ」は特別視され、現在では教会本部でしか行われておらず、一般教会で面をつけることは禁止されている。一般教会でも執り行われるのが「てをどり」と呼ばれる「つとめ」であり、『みかぐらうた』の「十二下り」をつとめる。これは親神への感謝を捧げ、世の中が陽気世界への建て替わっていくことを祈ることを意味している。「かぐらづとめ」は12通りあるものの、現在ではほとんどの場合そのうちの一種類が行われ、これと「てをどり」をあわせて「よろづたすけのつとめ」と称している。

## 教勢
天理教の信者数は明治末から大正・昭和初期にかけて大きく増加し、最も多かった時期である昭和初期の1938年（昭和13年）の『時事年鑑』には信者数4,559,000人の記述があり、多いときには300万人から500万人以上にのぼったといわれている。特に教祖30年祭および40年祭が執行された大正から昭和初期頃にかけて行われた「教勢倍加運動」によって信者を獲得しており、時を同じくして分派団体が多く発生している（分派については後述）。また、当時の日本であった朝鮮半島や台湾においても布教が進み、現地人の信者が増加した（海外布教については後述）。戦前においては新宗教の中で最も大きな教団に成長した。終戦後は、戦後復興期には増加の傾向が見られたものの、その後は減少の一途を辿り、平成4年末での公称では185万人程度としている。この中には、他の宗教に帰依した状態で天理教の信仰を行なっている者の数も含まれている。みさと原典研究会の代表で天理教御里分教会長をつとめる植田義弘によれば、統計を比較した場合に、ようぼく（天理教の布教伝道者、後述）の誕生数が、信者の増加を目指した「1・3・3運動」が展開された教祖80年祭（1966年）の最盛期（年間3万7681 人）と比べて、2014年度のようぼくの誕生数（5850 人）は85%減少しており、実際には多く見積もっても50万人程度ではないかと指摘している。文化庁の『宗教年鑑 令和6年版』では1,122,790人となっている。
教会数は2015年末の教内統計で16677とされている。

## 沿革

### 教祖在世時代
天保9年10月23日（1838年12月9日）の夜四ッ刻（午後十時）、みきの長男・秀司の足の病の原因究明と回復のために、修験道当山派内山永久寺の配下の山伏、中野市兵衛に祈祷を依頼した。その時市兵衛が災因を明らかにするためにする憑祈祷の依り坐が不在だったために、みきが依り坐、加持代となる。この時、みきの様子は一変し、まったく別人になったかのような、著しい変化があり、いわゆる憑依状態に入った。このことを天理教では「月日（神）のやしろ」に召される、と呼んでいる。このときに憑依を悟った市兵衛が「あなたは何神様でありますか」と問うたところ、みきは「我は天の将軍なり」あるいは「大神宮」とこたえたとされる。市兵衛があらためて「天の将軍とは何神様でありますか」というと「我は元の神・実の神である。この屋敷にいんねんあり。このたび、世界一れつをたすけるために天降った。みきを神のやしろに貰い受けたい。」あるいは「我はみきの体を神の社とし、親子諸共神が貰い受けたい。」と語り、親神天理王命がみきに憑依し天啓を受けたとされている。中山家は古くから村の庄屋や年寄といった村役人をつとめる家であり、同時に質屋業を営んでおり、みきの伝記である稿本天理教教祖伝には「子供は小さい、今が所帯盛りであるのに神のやしろに差上げては、後はどうしてやって行けるか善兵衞としても、元の神の思召の激しさに一抹の懸念は残るが、さりとて、家庭の現状を思えば、どうしてもお受けしようという気にはなれないので、又しても、一同揃うて重ねてお断り申し、早々にお昇り下さい。」とあるように、再三辞退を続けたが、みきが「元の神の思わく通りするのや、神の言う事承知せよ。聞き入れくれた事ならば、世界一列救けさそ。もし不承知とあらば、この家、粉も無いようにする。」と申し出を受け入れるならば、世の人々を救済するが、拒めば中山家を滅ぼすとこたえ、最終的にみきの家族の反対を振り切る形で、10月26日（同年12月12日）になって、夫の善兵衛がみきを「月日（神）のやしろ」となることを承諾した。そのときのみきは「満足、満足」とこたえて、憑依が終わったとされている。みきの孫で後の初代真柱・中山眞之亮の手記に「御持なされる幣を振り上げて紙は散々に破れ御身は畳に御擦り付けなされて遂に御手より流血の淋漓たる」と書かれているように、この間のみきは衰弱していた。天理教では、この日を「立教の元一日」と称し、ここから天理教の歴史が始まったとされる。
こうして天理教が立教されたが、みきはしばらくすると屋敷内の内蔵にこもりがちになり、遂には終日出てこずに内蔵に籠った教祖が誰もいないはずの蔵の中で誰かと話をするかのように眩く声が蔵の外まで漏れて聞こえてくることもあった。次第に中山家の評判は悪化し、史実でも庄屋中山善兵衞の名前は天保10年（1838年）3月晦日付「宗旨御改帳」を奉行所へ提出したのを最後に地方文書から消えている。
その後、みきは神命に従い、近隣の貧民に惜しみなく財を分け与え、自らの財産をことごとく失うことがあっても、その信念は変わらなかったとされる。
41歳で「月日のやしろ」に定まったみきの精神状態は不安定で、幾度か池や井戸などに身を投げようとしたこともあったみきだが、その後、内蔵に籠もることもなくなり、精神状態は回復したものの、家財や道具を貧民に施したり、屋敷を取り払い、母屋や田畑を売り払えといったみきの言動は家族や親戚のみならず、村人や役人までもが不信感を抱くようになり、天保13年（1842年）には夫・善兵衛をはじめ多くの親族が、みきの行為を気の狂いか憑きものとして、元に戻るように手を尽くしている。
この後、長らく具体的な布教は行われず、嘉永6年（1853年）に夫・善兵衛が死去すると、当時17歳であった五女のこかんに浪速（現在の大阪）・道頓堀へ神名を流させに行かせたとされている。。翌年、三女・はる懐妊の際にみき自ら安産祈願の儀式的行為である「をびや（おびや）許し」をはじめて施した。これが従来の毒忌みや凭れ物、腹帯といった慣習に従わなくても、容易に安産できるとして次第に評判を呼び、これをきっかけとして近隣の住民の信仰を集め、また人々の病気を治すなどの奇跡を起こし、みきの評判や教えは広がっていた。
元治元年（1864年）ごろにはみきを慕う者も増え、旧暦10月26日に専用に「つとめ場所」を建築。またこの年春ごろより、天理教の救済手段とされる「さづ（ず）け」のはじめとして、みきが信者に授けた扇によって神意をはかることができるとする「扇のさずけ」と「肥のさずけ」を開始、この頃には辻忠作、仲田儀三郎、山中忠七ら古参として教団形成に影響を与えた人物や、みきから唯一、「言上の許し」を与えられて神意を取り次いだ後の本席である飯降伊蔵夫妻が入信している。しかし信者らは、天理教への信仰さえあれば、みきから「をびや許し」や「たすけ」を受けられ、医者から治療を受ける必要はないと説いたために大和神社の神官や地元の僧侶、村医者などが論難にくるようになり、これは明治7年（1874年）に教部省から出された「禁厭祈疇ヲ以テ医薬ヲ妨クル者取締ノ件」という布達に違反、また明治13年（1880年）に制定され、翌年から施行された当時の大阪府の違警罪の一項「官許を得ずして神仏を開帳し人を群衆せしもの」にも違反し、警察からの取り締まりを受けるなど権力との対立が表面化していった。こうしたなかで、信者らは各地に出向き布教を行いはじめ、みきも慶應2年（1866年）、『あしきはらひ たすけたまへ てんりおうのみこと』の歌と手振りを教示、翌年には『御神楽歌（みかぐらうた）』の製作を開始し、手振りのほかにも鳴り物の稽古もはじめた。地元住民からも苦情が相次ぐ中で、側近達は、教団としての認可活動を得ることを試みたが、親神は教会の認可活動を認めず、幾度と無く反対の意思を示している。同年に長男・秀司が京都神祇管領吉田家に願い出て、7月23日に布教認可を得て公認となり迫害は収まった。その間にみきは神命に従い、明治元年（1868年）には、『みかぐらづとめ』を完成、翌明治2年（1869年）正月から『おふでさき』を書き始め、第一号（正月）と第二号（3月）を執筆、翌年には『ちよとはなし』『よろづよ八首』の教授、同6年には飯降伊蔵に命じての「甘露台（かんろだい）」の雛形（模型）製作、同8年6月29日（旧暦5月26日）の「ぢば定め」など、天理教の基を築いていった。
しかしながら、このころより官憲の取締りが再び活発化、神具の没収に続いて信仰差し止めの誓約書の署名を強いられた。この中でもみきは天命を貫き通し、1875年（明治8年）には奈良県庁より呼び出しがあり、秀司らとともに留置される。そして明治15年には「かんろだい石」の没収、および『みかぐらうた』の一部改変が断行される。取締りが厳しくなった1880年にはみきの長男・秀司が既成宗教に傘下に入ることを試み、高野山真言宗へ願い出て、光台院末寺の金剛山地福寺のもとに「転輪王講社」を結成したが、翌年に活動の中心を担っていた秀司は死去している。眞之亮は神道の一派として講社を立ち上げることを試み、1885年（明治18年）5月23日に、神道本局傘下の六等教会「神道天理教会」として認可されたが、大阪地方局の認可が下りず、6月18日に教会設置が却下されている。その後もみきだけではなく、信者や家族も度々留置、拘留を受け、1886年（明治19年）には「最後の御苦労」と呼ばれるみき最後の12日間の拘留を受ける。こうした動きを止めようと眞之亮らをはじめ、古参信者らが教会設置公認運動を展開する中、その認可を見ることなくみきは翌年2月18日（旧暦1月26日）午後二時ごろに90歳で死去した。

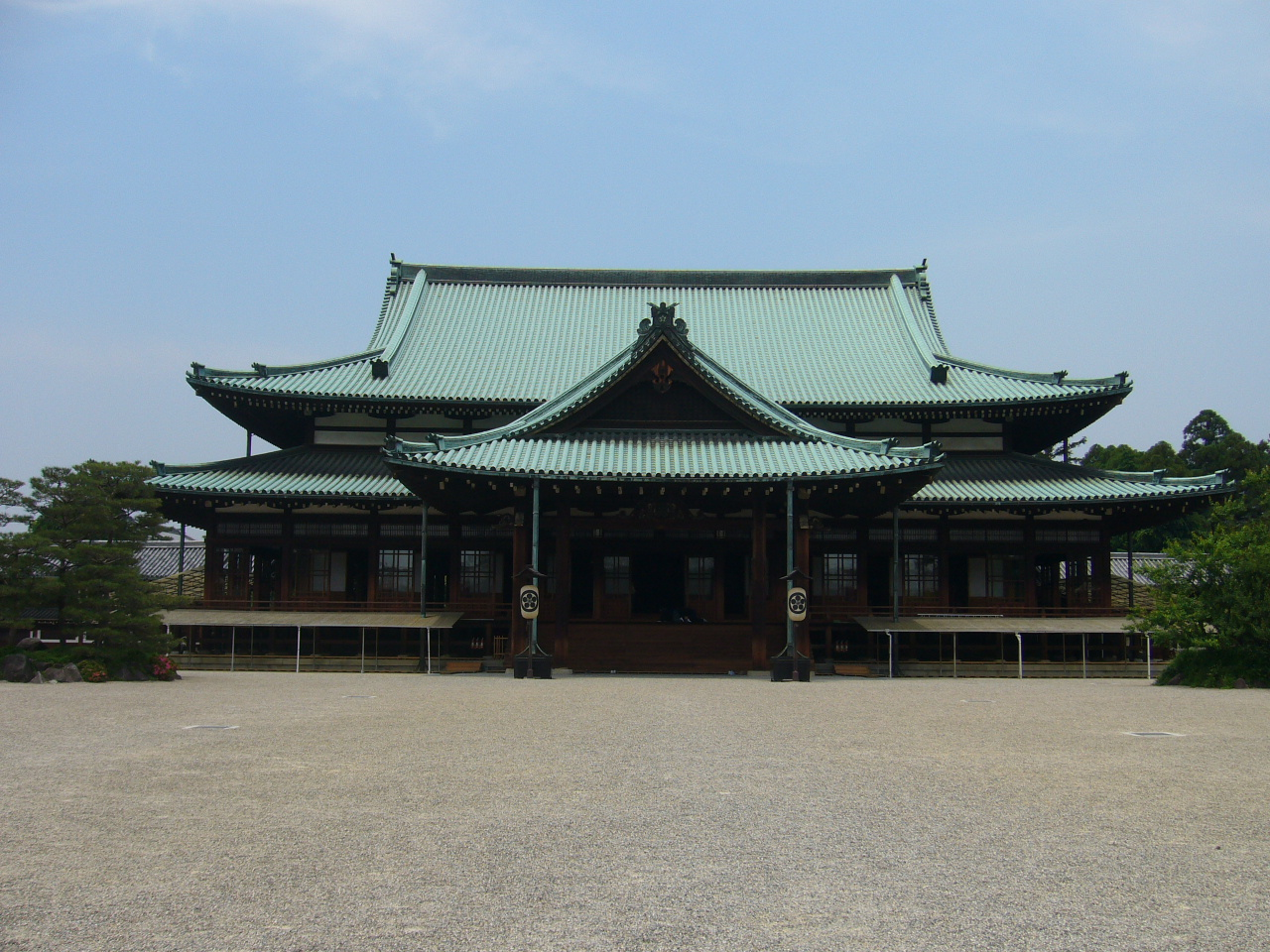
教祖殿。天理教では、現在もこの場所で人間の暮らしを見守っているとされる。

### 教団の組織化・国家統制時代・戦後

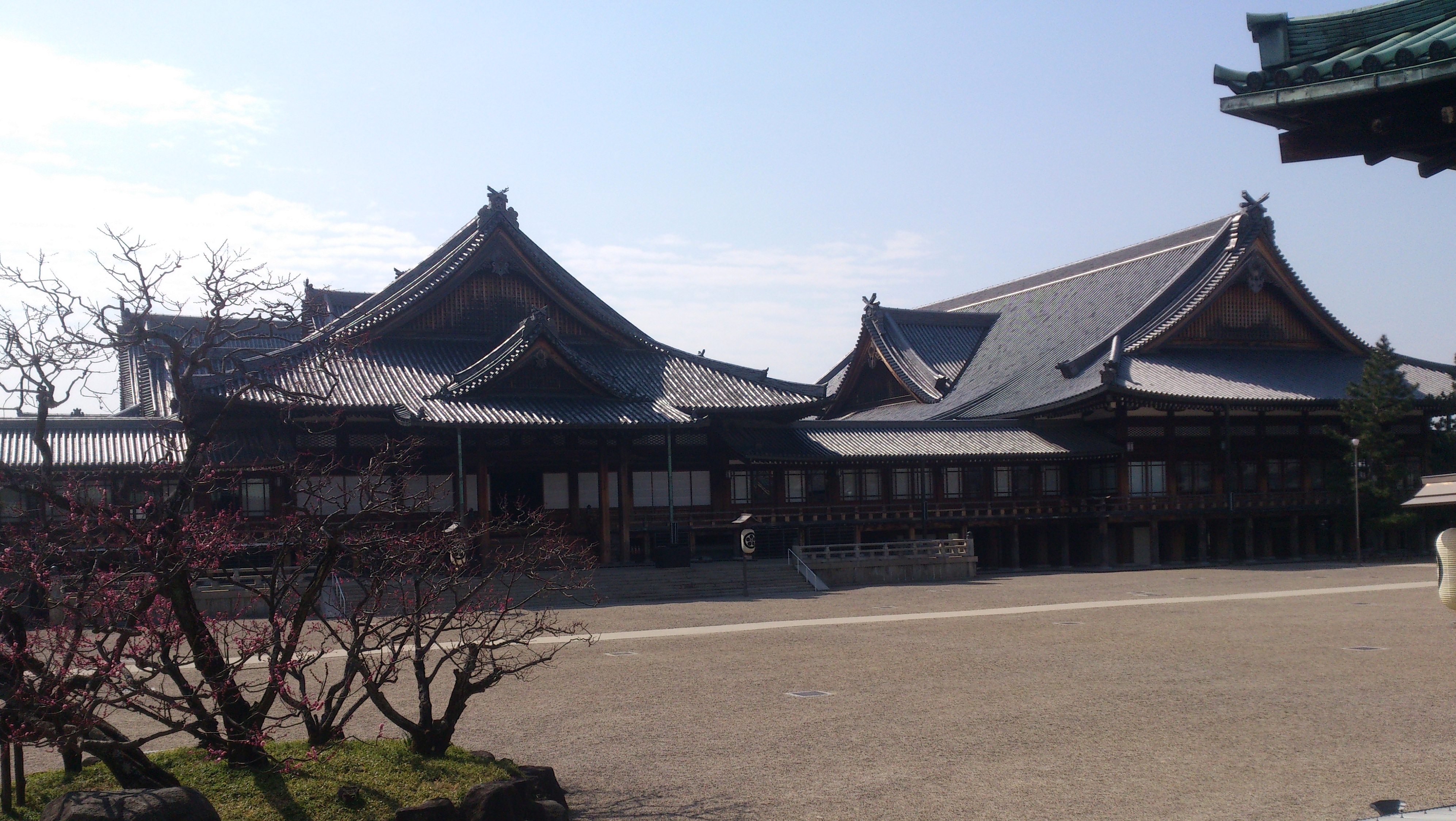
教祖殿から見る北礼拝場

教祖死亡後は、教祖の生前中からの側近であり、本席に定められた飯降伊蔵と後に初代真柱となる教祖の孫、中山眞之亮が教団運営の中心となった。
みき死去の翌年1888年（明治21年）4月10日に東京府より神道の一派として「神道天理教会」として公認されたが、引き続き神道本局のもとに置かれていたため、教団としては独立が悲願であった。1900年（明治33年）8月から5回に及んだ請願と政府の意向に配慮した「明治教典」などの編纂を行うなど各方面で努力をした結果、1908年（明治41年）11月27日に神道本局から別派として独立し、教派神道となった。眞之亮は天理教管長に就任し、天理教教庁を設置した。しかし、悲願であった別派への独立を果たしたものの、日中戦争勃発後は、文部省が国家非常時体制を期し、全宗教団体に対して、全面協力を依頼、天理教でも中山正善二代真柱が招請され、遂に内務省や文部省宗教局の指示により教団運営に関してさまざまな制限、改変が加えられた。おもなものに、三原典の内『おふでさき』と『おさしづ』の使用を禁止（各教会から回収）し、天理教教典（明治36年編集の明治教典）のみを教義とすることや『みかぐらうた』から「よろづよ八首」、「三下り目」、「五下り目」を削除すること。泥海古記、「元初まりの話」に関する教説配布の禁止。全国各教会を通しての鉄材、金物の供出協力。天理教輸送部への満州、南方作戦の軍事物資と軍隊の輸送協力など指示された。教団側はこれらの内、特に『みかぐらうた』の改変や泥海古記の禁止などに難色を示したが、これより前に宗教界では大本事件に対する危機感から主立った宗教は諸手を上げて国家へ協力さぜるを得ない空気が流れ込んでおり、天理教でも二代真柱の中山正善が諭達第7号、第8号を相次いで公布、全教一丸となって、国家へと協力するようにという指示はその後、『諭達』第14号まで出されている。
諭達第8号公布日の1938年（昭和13年）12月26日、教団では13名の委員からなる「革新委員会」が設置され、二代真柱列席の元に於いて内務省と文部省宗教局より指示された事項に全て従うという決定が為された。この決断を天理教内では「革新」と呼称している。
以降、教団内ではかぐらづとめに於ける十柱面の着用中止。『みかぐらうた』から「よろづよ八首」、「三下り目」、「五下り目」を削除した『新修御神楽歌』の刊行、文部省の指示に則った「天理教教典衍義」の発表、『おふでさき』、『おさしづ』の引用自粛と冊子自体の回収。青年会や婦人会、教師会などを統合した天理教一宇会の結成、天理市内の「詰所」の名称使用を中止し「寮」に改め、軍関係の宿泊施設として提供。「革新教理」と称して、軍部の要請に合わせての戦争協力教理を説明する「革新講習会」の定期的な開催。全国各地に「いざ・ひのきしん隊」の結成を奨励（老若男女を問わず各地で炭坑掘りひのきしんが行われた）など、強制、自発問わずあらゆる形で戦争へ突き進む国家への協力が終戦まで続けられた。
1945年（昭和20年）8月に第二次世界大戦が終戦、即日、二代真柱は終戦の詔書に関する『諭達』第15号を発布、同年10月の秋季大祭で「かぐらづとめ」「十二下り」が復元され、終戦によって政府からの干渉から完全に解放され、教祖・中山みきの教えに基づく本来の天理教の姿に戻る宣言が二代真柱よりなされた（この動きを天理教内では「復元」と呼称しているが、教祖存命中の教えには至っておらず完全な復元とは言えない）。昭和45年（1970年）4月には、教派神道から脱退している。

### 歴史
- 1798年（寛政10年）4月4日、前川みき、大和国山辺郡西三昧田村に生誕。
- 1810年（文化7年）10月13日（陰暦9月15日）、前川みき（13歳）が山辺郡庄屋敷村・中山善兵衛に嫁し、中山みきとなる。
- 1838年（天保9年）12月12日（陰暦10月26日）、森神社（現在の三島神社）にて中山みき（40歳）に親神天理王命が憑依し、のちの天理教が発祥。親神の月日の社（月日のやしろ）に定まり、その口を通して親神の意志が伝えられることになる。
- 1864年（元治元年）11月26日（陰暦10月26日）、つとめ場所建築。
- 1866年（慶應2年）中山みき、「あしきはらいたすけたまへてんりわうのみこと」の歌と手振りを教える。
- 1867年（慶應3年）中山みき、みかぐらうた「十二下り」の歌と手振りを教える。京都吉田神祇管領に公認出願、陰暦7月23日に認可。
- 1869年（明治2年）中山みき、正月から『おふでさき』を執筆開始。1882年（明治12年）まで書き続ける。
- 1870年（明治3年）中山みき、「ちよとはなし」と「よろづよ八首」のつとめの詞と手ぶりを教える。
- 1873年（明治6年）中山みき、飯降伊蔵にかんろだいの雛型（木製）を造るよう命じる。
- 1875年（明治8年）6月29日（陰暦5月26日）、中山みきにより、人類発祥の場所「ぢば」が示される。「ぢば定め」と呼ばれる[注釈 20]。
- 1880年（明治13年）梶本眞之亮、中山家に入籍、養子となる。
- 1882年（明治15年）中山眞之亮、17歳で初代管長に就任。
- 1885年（明治18年）5月23日、神道本局から神道直轄六等教会設立認可。「神道天理教会」として布教が公認される。
- 1887年（明治20年）2月18日（陰暦1月26日）午後2時ごろ、教祖・中山みき死去（90歳）[注釈 21]。3月25日（陰暦3月2日）、飯降伊蔵が本席と定まり以後、本席が親神の意志を伝える。本席により『おさしづ』口述筆録を始める。（1907年（明治40年）まで）
- 1888年（明治21年）4月10日、東京府知事から現在の天理教東大教会の場所に神道直轄天理教会本部設立認可。7月23日、現在の教会本部所在地（現在の奈良県天理市）へ移転。この年立教50周年。
- 1896年（明治29年）4月6日、内務省訓令第12号発令（秘密訓令・甲第12号）。当局の取り締まりが苛烈となる。
- 1898年（明治31年）4月4日、教祖・中山みき100歳の誕生日を迎える。
- 1903年（明治36年）5月29日、『天理教教典』（明治教典）が編纂される。
- 1907年（明治40年）6月9日、本席・飯降伊蔵死去（75歳）。
- 1908年（明治41年）明治政府より一派独立認可。この年、立教70年。
- 1910年（明治43年）1月26日、祭典日を陽暦に変更。
- 1914年（大正3年）12月31日、初代管長・中山眞之亮死去（49歳）。
- 1927年（昭和3年）4月26日、『おふでさき』公刊。
- 1933年（昭和9年）4月18日、教祖誕生祭開始[注釈 22]。10月25日、神殿改築、南礼拝殿完成。
- 1938年（昭和13年） - 文部省宗教局の指示により、当時の軍部へ迎合する形で教内刷新を目的とした革新委員会を設置。二代真柱が諭達第8号を公布。「革新」と呼ばれる。この年が、天理教成立より丁度一世紀目となる立教100周年であった（教団としての100周年活動は前年に行っている）。
- 1939年（昭和14年）2月1日、天理教校別科を廃止し、天理教校修養科新設。
- 1940年（昭和15年）4月1日、宗教団体法が施行され、神道教派は宗教団体となり、神社は非宗教となり国家の宗祀となった[42]。
- 1945年（昭和20年）10月26日、本来の天理の道の姿に戻る宣言を2代真柱・中山正善が行う。（この動きを天理教内では「復元」と呼称している。）真座のかぐら、十二下りのてをどりが復活。
- 1948年（昭和23年）4月4日、教祖・中山みき150歳の誕生日を迎える。
- 1949年（昭和24年）4月1日、天理大学開学。10月26日、『天理教教典』公刊。
- 1956年（昭和31年）3月8日、午後2時のサイレンが開始[注釈 23]。10月26日、『稿本天理教教祖伝』出版。
- 1966年（昭和41年）1月、教祖80年祭にあわせて、『おさしづ』全7巻が新たに公刊、全教会に配布。
- 1967年（昭和42年）11月14日、2代真柱・中山正善死去（63歳）。これに伴い2代真柱の長男中山善衞が3代真柱となる。
- 1986年（昭和61年）1月26日 - 2月18日、教祖100年祭執行。
- 1998年（平成10年）4月4日、教祖・中山みき200歳の誕生日を迎える。4月18日 - 4月26日、教祖生誕200年祭執行。その最終日の4月26日には「真柱継承式」が行われ、3代真柱の長男中山善司が4代真柱となる。先代真柱が健在なうちの真柱継承は初のケース。
- 2013年（平成25年）10月24日、5代真柱予定者に4代真柱中山善司の甥で、養子となった中山大亮が選ばれる。
- 2014年（平成26年）6月24日、3代真柱中山善衛死去。

## 文献

### 原典
教義の基礎は、『おふでさき』（御筆先）、『みかぐらうた』（神楽歌）、『おさしづ』（御指図）の3種類の啓示書で示されている。天理教では教理と信仰を表明した『天理教教典』の編纂の原（もと）となった書物という意味で「原典」と称している。
- 『おふでさき』は、「原典（一）」と通称されている。教祖が1869年（明治2年）から82年（同15年）までの13年間を掛けて執筆した、1711首の歌による書物。親神の教えを和歌の形で記してあり、「大和言葉」が特色とされる。教会本部内教義及史料集成室に直筆のものが現存する。教祖の直筆で複写されたもので当時の信者に渡されたものを「外冊」といい、昭和43年に二代真柱が上梓した『外冊「おふでさき」の研究』にて見ることができる。現在刊行されている「おふでさき」の原本は「正冊」と呼ばれ様々な形で目にすることが出来る。「外冊」にて「正冊」に対応しない和歌が11首あり、特別に「号外おふでさき」と呼ばれている[44]。
- 『みかぐらうた』は「かぐら」と「てをどり」の地歌を合わせた、つとめの地歌の書きもの。「原典（二）」と称される。「陽気ぐらし」を目指す天理教の教えを誰でもわかりやすく記したもので、最初に作られた時期とそれぞれの内容から五つの部分（節）に分けられる。教祖によって1866年（慶應2年）から1882年までの間に断続的に形作られ書かれたものとされるが、未だに原本が見つかっておらず、草創期の迫害干渉の時期に紛失したと考えられている。現存する数種類の筆写本を考証し、教祖から教えられたとするものが確認されている[43]。
- 『おさしづ』は教祖、または本席と呼ばれ、教祖によって神意の取次ぎを認められていた飯降伊蔵の口を通して、神の指図を側にいた書取人が速記したものを編集して成立した書物（そのため、同音異義語の問題がある）。通称、「原典（三）」。日常生活における現実的な心構えや具体的な解決方法、指導の弁を記したもの。明治20年から同40年に至る20年間の世界と道の事情に対する刻限のお言葉および個人の身上・事情に対する伺いさしづの筆録でもあり、当時筆録されたものが現存する[43]。現在、公刊使用されているものは、教祖80年祭（1966年）の記念出版として、1963年（昭和38年）10月から翌年4月までに公刊されたものであり、「改修版」、その冊数から「7巻本」などと呼ばれている。それまでは、1936年（昭和11年）に教祖50年祭と立教百年祭を記念して刊行された「8冊本」が使用され、それ以前は「33冊本」が使用されていた[43]。

3つの原典を呼ぶ順番は天理教内では『おふでさき』『みかぐらうた』『おさしづ』の順である。原典の内容に優劣があるわけではないが成り立ちから優先順位があり、教祖直筆であることから、天理教内で使われる言葉のつづりは『おふでさき』が最優先である。例としては、天理教の布教活動の事を「にをいがけ」とつづる。『おふでさき』では「にをいがけ」、『みかぐらうた』では「にほいかけ」となっているが、優先順位にもとづき、この様に定まっている。
教祖には神が入り込んでいたと考えられており、また本席・飯降伊蔵は「言上の許し」と言われる神の言葉を取り次ぐ許しが与えられていた。そのため、この3つの原典は全て「神意をあらわしているもの」であり、「人間の考えが混じっていない」、と考えられている点で、天理教内の他の書物とは全く異なるものであると考えられている。

### 天理教教典
天理教の書物の一つ。天理教教典は、3つの原典を基に教会本部が編述した教義の大綱を示す文書である。一派独立請願運動の中で形成された「旧教典（明治教典）」と、現在使用されている「教典」の二種類がある。現在の教典は第二次大戦後に2代真柱・正善が唱えた「復元」の際に新しく編纂され、1949年（昭和24年）10月26日に裁定されたもの。3つの原典の中に示された親神の救済意思と、救済実現の筋道を体系的に説明したもので、前篇5章、後篇5章の全10章で構成されている。

### 泥海古記
天理教の書物「こふき本」に書かれた教説全体を指す言葉で「元初まりの話」を指している。また教祖がくりかえし口授した話を「こふき話」と言い、文として書き表したものを「こふき本」または「こふき話写本」と言い、それに書かれている教説全体を指す言葉として昭和10年代までは広く用いられていた。戦時中の体制に協力した「革新」の際にはその使用と、泥海古記、「元初まりの話」に関する教説配布が禁止された。こふき本は長い間出版されずにいたが戦後に二代真柱の「こふき本の研究」（昭和32年初版、道友社）が刊行されている。

### 稿本天理教教祖伝
天理教の書物の一つであり、中山みきの伝記。大正期に教祖50年祭を記念して完成した『御教祖伝史実校訂本』が基となっている。教祖70年祭を記念し、二代真柱の指導の下で、編集され改訂されたものが『稿本天理教教祖伝』として1956年（昭和31年）10月26日に教会本部より発刊された。その後、1981年（昭和56年）、1986年（昭和61年）、2016年（平成28年）に三度の改訂が加えられている。

## 組織

### 教団組織
- 統理者は「真柱」と呼ばれる。真柱は「教祖の血統者の系譜に基づき、本部員会議において推戴する」とされており[47]、代々、教祖中山みきの子孫が就任している。初代には中山みきの孫にあたる中山眞之亮、2代目には中山正善、3代目には中山善衞が就任した。現真柱は中山善司であり、4代目となる。2013年10月24日、天理教教会本部員会議は、第4代真柱の養子である中山大亮[注釈 24]を真柱継承者に選ぶことを全会一致で決定した[48]。大亮は現在、天理教青年会長を務めている。
- 宗教法人天理教の主たる事務所組織を「教庁」という。布教部、海外部、教義及史料集成部、教化育成部、輸送部などは教庁の組織である。宗教法人天理教の代表役員は表統領といい、おもに教団の事務関係を司り、真柱以外の者が就任している。また、宗教法人天理教の意思決定機関は「集会」と呼び、集会員が選出されている。
- 宗教法人教会本部の組織には、境内掛、修養科、別席場等が含まれる。宗教法人教会本部の代表役員は内統領と称し、真柱以外の者が就任している。また、意思決定機関を本部員会議と呼ぶ。
- 教会本部がある敷地内にはかつて教祖ゆかりの三島神社があった。
- 天理市内には「おやさとやかた」とよばれる独自の建設物が林立している。

天理教の教会は、教会本部および一般教会からなる。一般教会は、おもに中山みきの生前に信者により結成された講社をその端緒とするものであり、布教の系統にしたがって設置され、その規模に応じて大教会および分教会と呼称される。大教会はすべて本部直属教会であり、分教会は本部直属か他の一般教会傘下のいずれかである。分教会は部内教会50か所以上になると大教会への陞級も可能である。そのほか、教会を経由して教会本部に届け出ることにより布教所を設けることができる。教会および布教所においては、つとめおよび祭典が行われる。
教会数は2015年末の教内統計で16677とされている。2015年度の教内統計によれば、韓国、台湾、ブラジルをはじめとして海外には323か所の教会や伝道庁が存在する。
ただし、近年の著しい教勢衰退により、運営実態を欠いたまま正式に廃止もされず名目上存続するだけの一般教会もあり、これらは「事情教会」と呼ばれる。
教会本部直轄の教会は大教会と本部直轄の分教会がある。大教会は、教祖中山みきに直接助けてもらった信者が中心（講元）となった当時の講（教会）が教会設立と共に段階を経て大教会となったものと、大教会の下から新たに生まれた分教会が分離陞級して大教会となったものに分けられる。天理教には160近くの大教会、70ほどの本部直属分教会があるがその中でも河原町大教会（講名：斯道会）から別れた大教会は36か所と教内一の勢力を誇っており、この河原町系の大教会長は河原町大教会初代会長深谷源次郎氏が「たいぼく様」と呼ばれていたことからたいぼく会を形成している。

#### 信者詰所

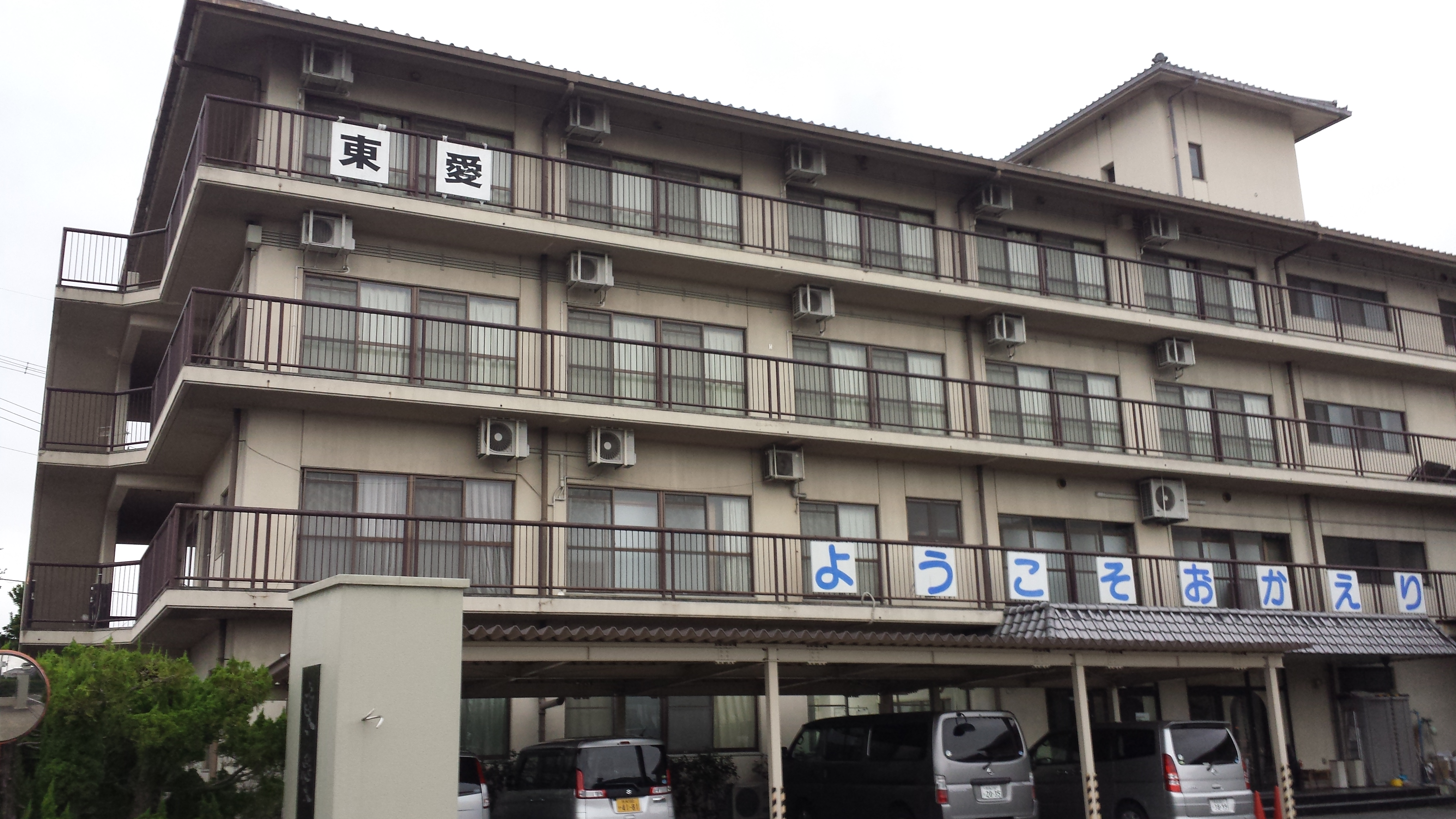
信者詰所

正式な名称は「信者修行所」。通常では「信者詰所」「詰所」などと呼ばれる。信者の宿泊や休憩に供するほか、信者の教義の習得とその実践修行を目的とした施設で、その多くは教会本部周辺に位置している。1895年（明治28年）に教会本部周辺に兵神分教会事務所が設立されたのがはじまりで、教勢の拡大とともに最盛期の昭和初期には80か所余り設置されている。戦時中の体制に協力した「革新」断行の際には「詰所寮」と名称を改め、1943年（昭和18年）10月には旧日本海軍予科練の兵舎として徴用されている。終戦後、詰所は海軍より返還され、各直属教会が個別に運営していたが、教祖80年祭を迎えるに当たり、一元化を図るために1965年（昭和40年）、全ての詰所が宗教法人天理教信者部運営課の所管となっている。教祖80年祭を機に、教会本部が宿泊施設を設置し、「母屋」と呼称している。現在では各信者詰所も「第○○母屋」という通し番号で呼ばれるようになり、2015年末現在、第153母屋を数えている。信者詰所には教会の個別の建物であるものや、教会本部の施設に入居しているものもあり、教会本部への参拝者の宿泊のほか、修養科生の宿舎としても使用されている。そのほか、野球やラグビーなどの各種大会や遠征などで利用する学校や団体もある。

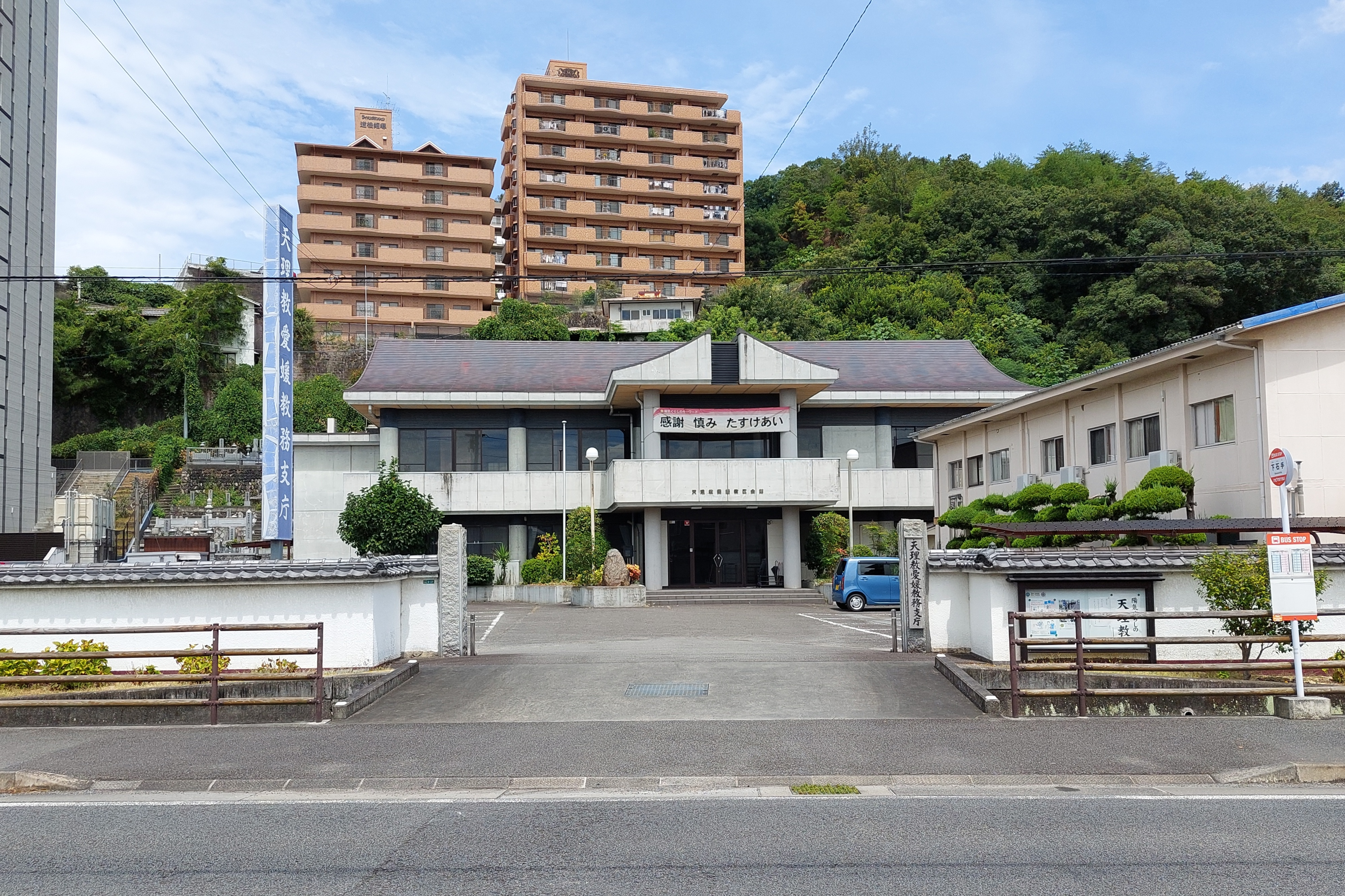
愛媛教務支庁

他にも、各大教会の所在地に、部下教会信者が大教会の祭典の参拝のため、信者詰所を設置している場合が多い。

### 教区・教務支庁
教務支庁とは、各都道府県を教区として設けられる宗教法人天理教の地方事務所である。一般教会が布教の系統にしたがって（地域性とは関係なく）設置されるのに対して、教務支庁は各都道府県を教区として置かれている。また、教区はさらに支部に分割（市・郡単位を原則として設置）されている。

## 信仰生活

### おつとめ
天理教の最も重要な儀式。正式には「つとめ」と言い、一般的な「てをどり」と「かぐらづとめ」に分けられる。おつとめは天理教の祭儀の中心であり、特に祭典ではおつとめをつとめることが主要行事である。つとめは親神が人間を救済する手段であり、人間側からすれば、親神の守護を受けるための祈念とされている。つとめは信仰生活の基本であり、天理教に入信した者は教理を学ぶと共に、つとめができるよう手振りや鳴り物の稽古する。
「かぐらづとめ」は、10人の「つとめ人衆」がそれぞれ異なる神楽面をつけ（男子女子各3名ずつが「付人」として神楽面装着の補助を行う）、九つの鳴り物（男鳴物／上段西側：笛・ちゃんぽん・拍子木・太鼓・すりがね・小鼓、女鳴物／上段東側：胡弓・三味線・琴）と地方（じかた：歌）に合わせ、真座に据えられた甘露台を囲んでつとめる。また、その時に行われる手振りは親神の守護の理を表現し、このかぐらづとめ全体で人間創造のときの様子を表している。歌は、第一節を21偏（約8分）、第二節を1偏（約90秒）、第三節を7偏ずつ3回（約8分）である。このかぐらつどめは「ぢば」（教会本部）でしか行われない。
かぐらづとめが終わると、「てをどり」がはじまる。人衆も交代し、男女各3名ずつが一列にならんでつとめる。服装はおつとめ衣と呼ばれる黒い紋付である。みかぐらうたの第四節「よろづよ八首」（約5分40秒）・第五節（約67分：一般には十二下りと呼ばれる。ひとくだり約3分30秒〜6分程度を12くだり）をつとめ、前半（「よろづよ八首」および「一下り」〜「六下り」）と後半（「七下り」〜「十二下り」）で人衆を交代する。
教会本部を除く全ての大教会・分教会・布教所では面をつけることが禁止されているので、かぐらづとめの代わりに「座りづとめ」が行われる。おつとめ衣を着用した男女各3名ずつ（おもに教会長とその近親者）が横一列に座ってつとめられ、お歌は第一節を21偏、第二節を1偏、第三節は本部とは異なり3偏ずつ3回（約4分）である。その後の「てをどり」第四・五節は教会本部とまったく同じ。

#### 朝づとめ・夕づとめ
「朝夕のつとめ」とも呼ばれ、朝夕とは「朝な夕な」に親神様に感謝の礼を言い世界の人々がたすかることを願って行われる。朝夕のつとめの手振り、歌は「座りづとめ」と同じであるが、5人の人衆が一列に並び4種類の男鳴物と「数取り」（第一節の21篇を数え間違えないようにするための房状のもので、祭典時は地方が兼任）を使う。鳴り物は神床に向かって左からすりがね・ちゃんぽん・拍子木・太鼓で、拍子木と太鼓の間に八足に置かれた数取りがある。朝夕のつとめは教服または法被を着て行う。
信者家庭や不特定の場所、また親神の目標が祀ってある場所でつとめをする場合には普通手振りのみまたは拍子木によるつとめが行われる。この場合は法被を着て行う。人が集まってする場合や講社まつりなどでは数取も使われることが多い。また、教会や「ぢば」などで個人の病気などのお願いをする「お願いづとめ」は特別な形式で行われる。

### にをいがけ
天理教における布教活動のこと。「匂いを掛ける」という意味からきており、花がよい香りを放てば、虫が寄ってくるように、信仰に誘うことを指すと解釈されている。にをいがけを行うことが、何よりも親神への御恩報じの実行であるとされている。

### こどもおぢばがえり
こどもおぢばがえりとは、7月下旬から8月上旬（2019年まではおもに7月26日～8月4日の10日間開催されていた。2020年からは7月26日～8月2日の予定だったが新型コロナウイルスの影響で開催されなかった。そして2023年は7月27日から8月6日にかけて行われた）にかけて行われる子ども向けの行事で、期間中に25万人から30万人の人々が参加し、現在ではその規模から教内の年間行事の中でも最大の行事となっている。宗教法人天理教布教部こどもおぢばがえり課が中心となって運営している。信仰にかかわりなく参加でき、信者詰所で（日帰り参加者もいる）宿泊し、教会本部周辺で行われる様々な行事に参加する。子供達が人間としてより一層成長していくとともに、友情の輪を広げていくという趣旨がこめられている行事である。1953年に開催された「こどもひのきしん」を基盤に、翌1954年に「おぢばがえりこどもひのきしん」の名称でスタートし、1956年から現在の呼称となっている。CMがテレビやラジオで放送されていた時代もあり、特にラジオではニュース・パレードで全国放送もされていた。なお、新型コロナウイルスの影響で2020年から2022年には行われていなかったが、2021年からは「夏休みこどもひのきしん」というイベントが開催されている。2022年からは特別企画としてこどもおぢばがえりの中の「鼓笛オンパレード」が復活した。そして2023年、4年ぶりにこどもおぢばがえりが復活した。

### お節会

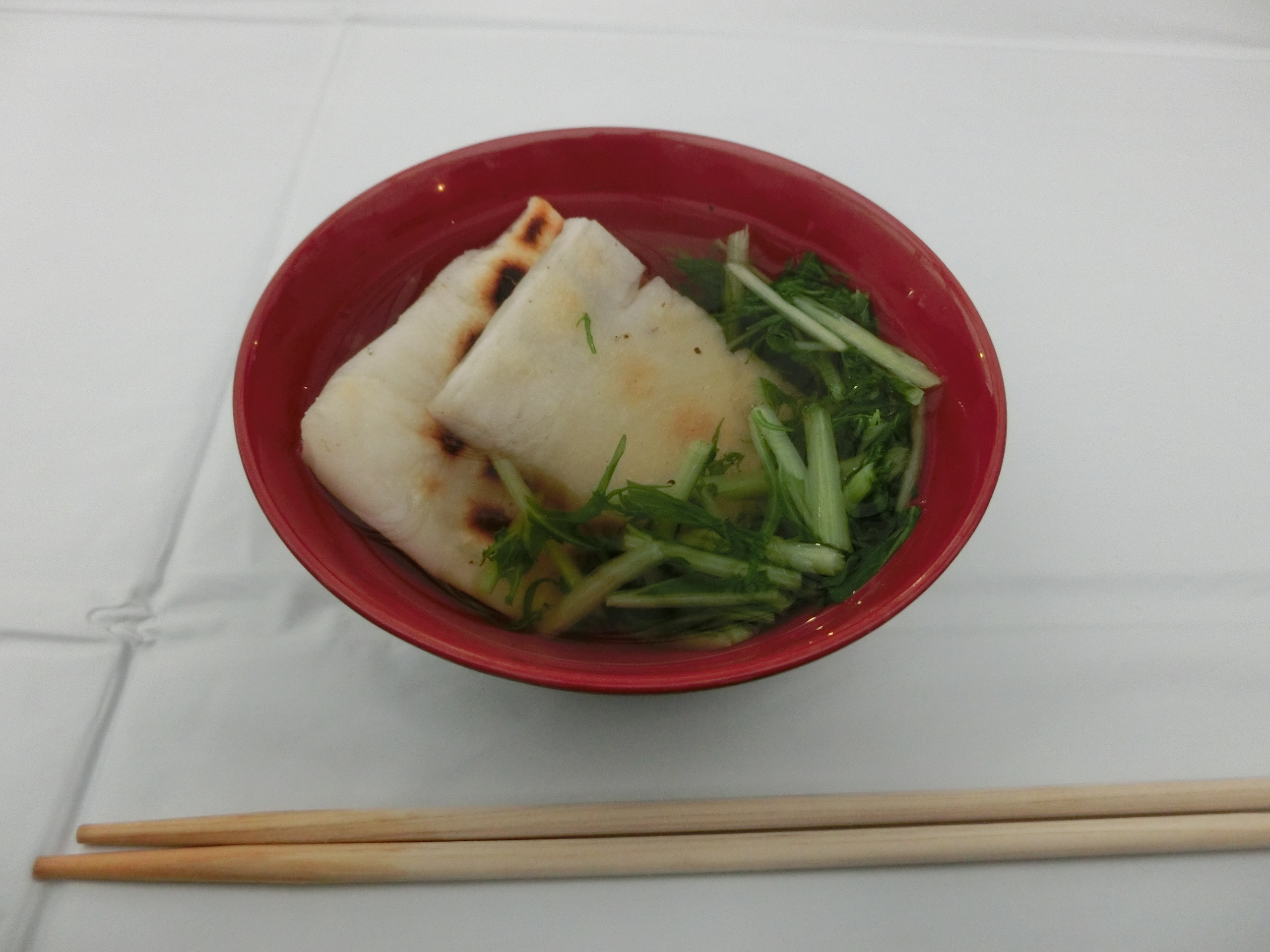
お節会で振舞われる雑煮

お節会（おせち）とは毎年1月5日から7日に教会本部で行われる行事で、期間中、人類の故郷とされる「ぢば」に帰り参拝した人々に、教会本部の元旦祭に供えられていた鏡餅を雑煮にして振る舞う。教祖が在世中の明治時代から百年以上続く歴史のある伝統行事であり、約30トンのお餅が参拝者に振る舞われ、毎年10万人前後の入場者がある。

### 別席・ようぼく・教人

#### 別席
天理教において救済手段として教えられる「さづけ」（さづけの理）を拝戴する席を「本席」というのに対し、拝載する前に、教会本部の取次人より、親神の話をきくために別に設けられた席という意味から「別席」と呼称されている。「さづけ」は教祖存命の時期から、信者たちに渡されており、教祖死去後は、本席の飯降伊蔵から「さづけ」が渡されている。現在では「別席順序」に基づき、「別席制度」として運用されている。満17歳以上で別席を運びたいものであれば、あらかじめ申し込めば誰でも聴講することが出来る。聴講の内容は教祖・みきの生涯と教理を端的に示した「別席台本」が読まれる。9度聴講すると「満席」となり、願い出た人に対して「さづけの理」を拝戴することができ、「さづけ」が実行できるようになるとされ、「ようぼく」として認められる。また理を拝頂する際、本部教祖殿において真柱より「おかきさげ」と呼ばれる御神言が書かれた書状が渡される。これはさづけを運ぶ際に守るべきものとして親神が本席を通して指図した神言の要約であり、「ようぼく」が信仰上において守るべき指針や心構えなどが記されている。現在は、「おやさとやかた」の東棟が別席を取り次ぐ、別席場として使用されている。

#### ようぼく
天理教信者の呼称のひとつ。一般的な宗教における信者に相当する言葉。親神の理想世界である「陽気ぐらし」の世界建設を、建物の建設にたとえ、布教伝道に従事するものを用材としての「用木」に見立てた言い方で、天理教の伝道の場における人材を意味するとされる。漢字では「用木」があてられる。出典は「おふでさき」で、教祖自らその必要性を力説している。「ようぼく」という用語がそのまま教内用語として使用されるようになったのは、終戦後、「復元」が行われ、1949年に『天理教教典』が公布されてからである。1959年（昭和34年）には教規が改定され、信者を表す段階が「信徒・教徒・教師」から変更され、現在では「信者・ようぼく・教人」と呼称されている。別席を9席運び、「さづけの理」を拝戴することで「ようぼく」となる。

#### 教人
天理教信者で「さづけの理」を取得してようぼくとなり、さらに教人資格検定に合格し、教会本部に登録されたものを教人（きょうと）という。かつては教師検定があり合格したものを「教師」と呼んだが、1959年に教規の改正により廃止され、教人に変わっている。1988年（昭和63年）以降は、教会長資格検定講習会の前期を修了すれば、教人の資格が与えられているが、講習会への参加には天理大学を卒業したもの、修養科を修了して2か月以上経過したものなど、諸条件がある。さらに教会長になるには後期を満了し、教会長資格検定に合格しなければならない。

### おさづけ
天理教では、「おさづけ」を取り次いでもらうことによって、病気などの回復を「願う」行為。おさづけの理を取得した「ようぼく」であれば、おさづけを取り次ぐことができる。現在のさづけは「てをどりのさづけ」または「あしきはらいのさづけ」と呼ばれるもので、
という言葉を定められた手振りに合わせ、3回唱えて、3回病気の患部等をなで、とこれを3度繰り返す。

### 修養科
修養科（しゅうようか）は、宗教法人天理教が主催する天理教の教義等を学ぶ場であり、「ようぼく」を目指す講習会である。奈良県天理市内の天理教の信者詰所で3か月間宿泊しながら、奉仕活動などを通じて教理などを学ぶ。この修養科で教義を学ぶものを修養科生という。満17歳以上の者であれば、誰でも参加することができ、天理教の一般教会などを通じて申し込む。午前中は天理教の教義を学んだり、おてふり、なりものといった天理教の宗教儀式を練習し、午後は天理教の奉仕活動であるひのきしんを行う。修行は早朝から始まる。修養科は何度でも参加することが出来る。
修養科は1941年（昭和16年）4月に開設され、当初は天理教教師の育成を目的とし、天理教校内に設けられた。終戦後の1953年に、修養科は教会本部内に移管され、現在は内統領所管で「天理教教会本部修養科」と称している。現在では、海外の信者のために英語クラスと中国語クラスが設置されている。

### 講習会
修養科以外の講習会としては、基礎講座、三日講習会、教人資格講習会、教会長資格検定講習会などがある。
基礎講座は信仰を問わず天理教の教義をわかりやすく説明するもので、天理市の他、東京、北海道、福岡、新潟の各教務支庁などでも受講することができる。その他は、原則として天理市で受講する。
また不定期ではあるが、将来の有為な人材の育成を目指して後継者講習会、教祖の年祭など節目に地方講習会や研修会が天理市の他、各地で開催されている。

### 立教年・誕生祭・年祭
教祖が天啓を受けた1838年を立教元年と位置づけ、以後立教年と呼称している。立教にちなんで10月26日は秋季大祭を執り行い、教祖が誕生した4月18日には毎年誕生祭が行われている。
また教祖が現身を隠してから年祭活動が行われている。1888年に教祖1年祭が行われ、現在は10年単位に年祭を行っている。教団の祭典史に於いて最も規模が大きかったと言われる年祭は、信者数増加のピーク時でもあった1966年に執行された教祖八十年祭で、最も近年に行われた年祭としては2016年1月26日に行われた教祖百三十年祭がある。なお年祭は従来1月26日〜2月18日の24日間にわたり行われていたが、信者減少や教勢衰退に伴い教祖百十年祭から1日のみとなっている。

## 海外布教
天理教は明治時代から世界各国に進出している。一つは、集団移民した日本人や日系人の場所へ、信者が布教した場所であり、現在も教会のある国としてはアメリカ（ハワイ島、西海岸地区）、ブラジル、アルゼンチン、パラグアイ、ペルー、コロンビアなどがある。

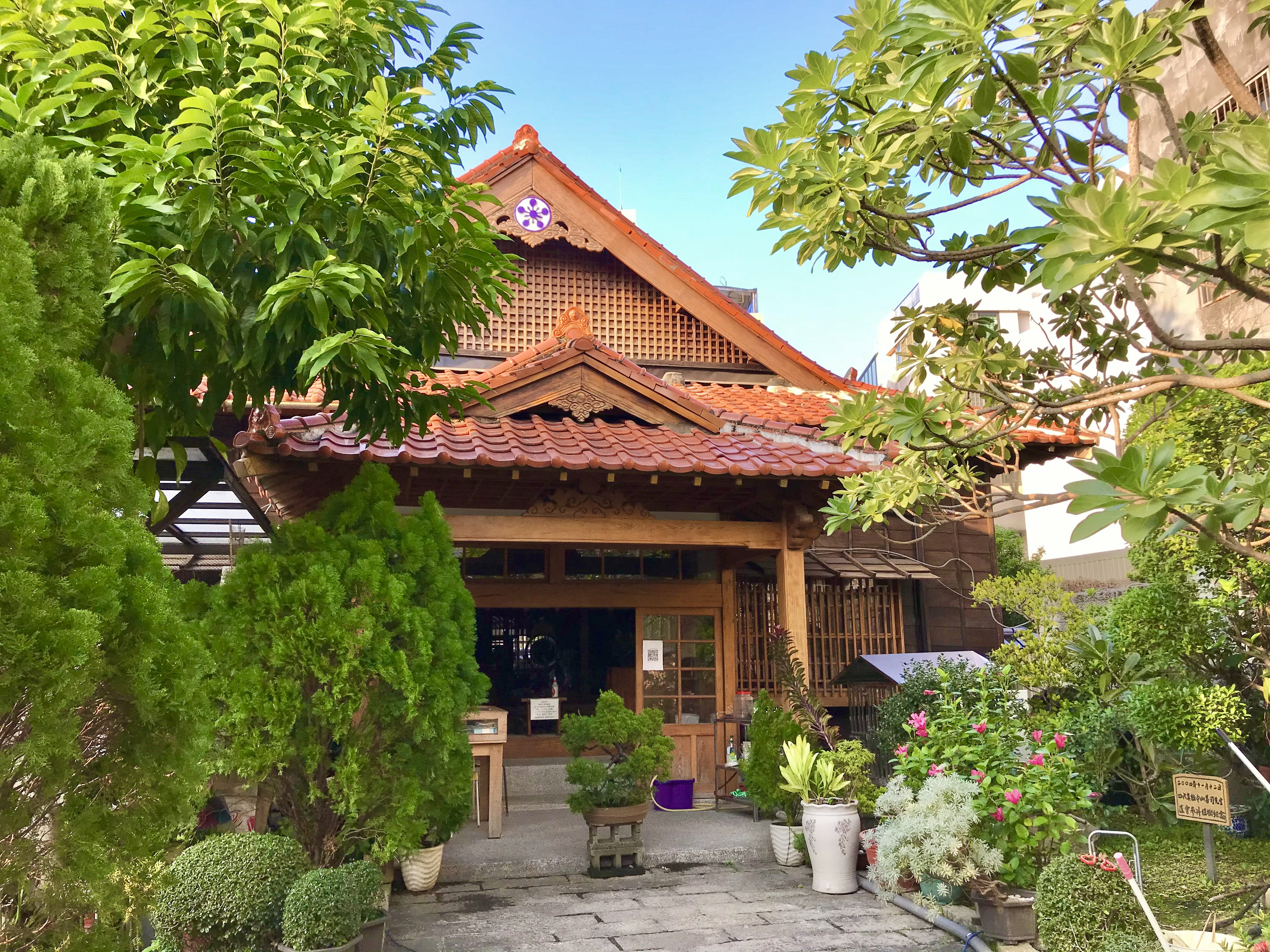
台湾嘉義県の天理教教会

もう一つは、戦前の日本の統治で移住した信者が布教した場所であり、台湾、韓国などがあげられる。満州では哈爾浜市郊外に移民団が入植して「天理村」を建設、布教がてら開拓を行い、「天理鉄道」（通称「天理村鉄道」）と呼ばれる軽便鉄道も建設している。敗戦後の引き上げで、これらの地で布教を担っていたほとんどの教会は日本に引き揚げた。
戦後進出した国は布教師が布教を目的に入った場所が多いとされ、インドネシア、フィリピン、ネパール、タイ、シンガポールなどの東南アジアをはじめ、コンゴ民主共和国、ケニア、ウガンダ、オーストラリア、インド、フランス、イギリス、メキシコ、チリ、ニュージーランド、香港など、世界各国・地域に及ぶ。いずれの国にも本部公認の拠点や教会、布教所が存在する。
海外布教に乗り出すため、戦前から外国語の専門学校を設立。のちに天理大学となった。
また、ニューヨークにある天理文化協会では、日本語学校の他、展示スペースを設けており、伝統芸術や現代美術の展示も行なっている。週末には、クラシック音楽や雅楽、実験音楽などのコンサートも開催される。

### 大韓民国における天理教
朝鮮半島での布教は朝鮮王朝時代末期の1893年に始まったが、日韓併合後に本格化する。組織的な布教活動によって信者数は増加、それは朝鮮半島南部で大韓民国が成立した後も続いた。日韓の国交断絶によって、天理教組織の公式的な交流も一時断絶していたが、その後復活し、1975年には再び教会本部の施設が設置された。しかし1985年、韓国の天理教組織は、反日感情への対応に迫られ、神道の社と類似していると批判された天理教の社を「かんろだい」の形状に変更した。「かんろだい」は「ぢば」にのみ据えられるとされていたことから、形状変更に反対するグループは「韓国天理教連合会」を結成して離脱、賛成するグループが「大韓天理教」として残った。後者は、「ぢば」は聖地としつつも、「ぢば」を媒介してのみ救済が行われるということを否定する立場を取っている。

## 教団への指摘
現在の宗教法人天理教教会本部と教祖中山みきとの教えには明らかな違いがあるという指摘があり、明治期の「応法の道」と呼ばれる諸改革、および昭和期、特に第二次世界大戦中の「革新」によってみきの主張は歪曲され権力に迎合したが、それらは戦後の「復元」後も天理教団内に根強く残っているとの見解もある。そもそもみきは教会公認および設置運動に否定的であった、神意ではなかったと宗教学者の島田裕巳や村上重良、ライターの早川和広らが批判している。もっとも、こうした「教団が中山みきの教えを曲げて権力へ迎合した」との見解には異論もある（後述）。
天理教教会本部が編纂した『稿本天理教教祖伝』においては、立教以後のみきは神性が強調され、人間性は問われず、したがってすべての行動が神的存在として人々を救済する活動のさまざまな現れでしかなかったとする批判があり、ジャーナリストの青地晨は著書『天理教 百三十年目の信仰革命』の中で、神がかりの時点からのみきが既に神だと見られ、苦悩や希望などの人間的感情が伴わないという教義の解釈は、みきは自己判断の能力を失い、神に操られる人形に等しいというふうに述べている。同様の指摘では、天理大学付属おやさと研究所教授の幡鎌一弘が、教祖の50年の「ひながた」と中山みきの現前性（存在証明）の二つに支えられて、教祖死去の明治20年で終わる『稿本天理教教祖伝』の枠組みそのものが、中山みきの物語を狭めているのではないかと述べている。
教団内部からの批判としては、元天理教教会本部修養科講師で元天理教本嬬原分教会会長の八島秀雄が1970年代後半に教団批判を展開しており、1979年には櫟本分署跡保存会を発足させて代表となっている。1985年12月に教会の機関紙『ほんあづま』202号で、教祖百年祭を機に応法の理である神道教理や儀礼を廃止し、教祖が教えたとおりに「かんろだい」を目標にして各教会でおつとめを行い、みかぐらうたとおふでさきに基づいて教育せよと提唱したため、翌年に教会長職を罷免されている。八島は自身の著書『中山みき研究ノート』内で、そこでは教祖に関する数々の逸話を否定している。この八島の異説には天理教青年会ほか教団内部からの反論もあり、天理教青年会本部の機関紙『あらきとうりょう』149号で、唯物論的で教祖の実在からかけ離れていると批判し、史料と合わせて反駁しているほか、『確かな教理理解のために』という反駁本も出版している。みさと原典研究会の代表で天理教御里分教会長をつとめていた植田義弘（故人）は多数の著書の中で、現在の教団の原典に対する態度を批判している。
特に現在の教団の重要な教えであるとされる「月日のやしろとなられた教祖は、親神の思召のまに／＼『貧に落ち切れ。』と、急き込まれると共に、嫁入りの時の荷物を初め、食物、着物、金銭に至るまで、次々と、困って居る人々に施された。」という『稿本天理教教祖伝』の記述は、八島のみならず、島田も『日本の10大新宗教』の中で、早川も『天理教・その堕落と悲劇』の中で、実際はみきの長男・秀司が米と綿の相場で失敗し、家ごと借金してしまったが、教団は後にその事実を湾曲化して、信者から金を取ろうしたため「貧に落ちきれ」という思想が生まれたと指摘している。また、これに関連して嘉永6年（1853年）、みきの五女・こかんの「浪速（現在の大阪）での神名流し」についても史実的伝承が乏しいとされ、これに関しては『改訂 天理教事典』内で矛盾が生じている。
また天理教との関わりが深かった小説家の芹沢光治良は著書『教祖伝』にて、教団成立を認めず、真の信仰世界を求めている教祖中山みきと教団を作ろうとする弟子との理念の衝突に関する描写によって、教団批判の立場が見られる。また「教団というものは、神の教えにも、人間の信仰にも、さして関係がないことだが、教団ができると、信仰がそれに結びつけられて、神の教を曲げることが、しばしば起きる」とも書かれている。1987年に発表された『神の慈愛』でも、天理教で教祖中山みきの死後、「をや」の言葉を取り次いだ人が本席と呼ばれる飯降伊蔵のみであることに触れ、飯降の死後、存命の教祖は教祖殿に納まり、教祖の言葉を取り次ぐ者も天啓者も現れないとして、天理教の指導者である真柱が神の代理者となり、真柱が中心となり彼に都合のいいものだけで教理を創って教会に公布した、という内容を述べている。宗教学者の弓山達也はこのことに関連して著書『啓のゆくえ―宗教が分派するとき』でほんみちやほんぶしん、おうかんみちなどの宗教団体が天理教から分立したことについて、特に飯降の死亡後の大正から昭和初期にかけて多く誕生していることに触れ、中山みきや飯降伊蔵の死後、親神の意思を伝える天啓者がいなくなったことに起因していると分析している。

### 学者による考察
天理教を研究する宗教学者の中でも、村上重良は著書『近代民衆宗教史の研究』の中で、このみきの立教に至る「神がかり」を準備したものは、夫婦の不和や子女の夭折、長男の重病、出産後の生理的不調など家族の問題からくる精神的苦悩・生理的苦痛にあるとして、みきにとって「月日のやしろ」となることは、病、息子の難病、家の道具、夫婦の不和、重労働からの解放を意味したと論じている。この考察は後に島薗進の「突発説」の否定や、笠原一男、小栗純子らに受け継がれている。島薗はこの村上の考察について『天理教研究史試論』の中で「教団内外のそれまでの教祖伝研究の成果を結集し、一つの歴史叙述にまとめあげた」功績は大きいと評価している。
一方で、これらの研究に対しては政治的な立場が色濃く反映されているとの批判があり、特に村上重良については本人が共産党系の研究者としての立場から、他の新宗教同様に天理教を民衆による反天皇制の運動として捉えようとする傾向がみられると島田裕巳や大谷渡から指摘されている。
村上は中山みきの教義には民衆による「天皇制政府に対する反抗のイデオロギー」「平等感」「ヒューマニズム」「夫婦中心の家族観」といった近代的な自由と民主主義の思想が表現されていたが、その「民衆的性格」を感じ取って弾圧を加える権力に対してみきは信者と共に意識的な抵抗を行ったが、彼女の死後は教団が権力に屈したために「前進的」な思想と「抵抗の伝統」を後退させてしまったとしている。しかし、当時の天理教が警察から取り締まりを受けたのは「ビシャッと医者止めて、神さん一条や」と言い、医者や薬を拒絶し、呪術祈祷や呪いによる信仰治療が実践されていたが故に禁厭祈祷や医薬妨害、金銭詐取などの理由で取り締まりを受けたのであり、天皇制とは何の関係もなかった。特に1882年（明治15年）9月には和泉郡我孫子村（現：大阪府泉大津市我孫子）において信者たちが治癒行為として「てんりんわうのみこと」の神名を唱えながら仲間の信者の身体を切り刻んで死に至らしめるという我孫子事件が起こっており、この事件後には取り締まりが一層強化されることとなった。このように、みきと信者たちの信心の世界は土俗的で呪術に満ちたものであったが、秀司を中心に徐々に社会的圧力に対応し、政府の宗教政策に順応して教団としての体裁を整え、教派神道の独立教団へ成長していったのが実態といえる。
しかし、こうした史実を無視して、村上の研究はその後笠原や小栗によって歪みが一層増幅されたと大谷は指摘しており、夫善兵衛の性格や生活を知ることのできる直接の史料は存在しないにも関わらず、「無気力な夫」「金とひまにまかせて女出入の多い放縦な生活をつづけた」などと表現し、みきの教えとされた「権力否定」「平和」「平等の思想」「家と権威と富」の否定は夫善兵衛の「不身持」への反感と憎悪の中から生まれた、「既成の体制のなかで生まれた旧来の価値観、幸福感を支える権力に対する否定的意識を持つようになった」などと笠原・小栗は結論付けている。
現実にはみきは中山家の血筋や家格を重んじており、息子の秀司の内縁の妻を離縁させたり、中山家に住むことの出来る家族を親神が定めた尊い「いんねん（因縁）」の魂の持ち主としており、村上や笠原の主張するような「家父長的な家族観にかわって『ふうふ』中心の家の重視」を説いたというのは事実とかけ離れており、また、警察の取り締まりに対して「さんねん（残念）」「りふく（立腹）」と記したからといって「反権力」「抵抗の伝統」などと意味付けるのはあまりにも飛躍した歴史解釈であり、間違いとしている。

## 宗教法人天理教から分立・影響を受けた団体
宗教法人天理教は、分立した団体が多数存在する。これについては、宗教学者等は中山みきや飯降伊蔵の死後、親神の意思を伝える天啓者がいなくなったことに起因していると分析している。特に、飯降の死亡後の大正から昭和初期にかけて多く誕生している。

### 天理教から直接分派した団体
- 転輪王教会（1865年、奈良市）
- 天輪王明誠教団（1888年、横浜市）明誠講社が教派神道神習教天輪王明誠教団として独立、1940年の宗教団体法施行に際し、神習教から独立するか残留するかをめぐって二派に分裂した
- 大道教（1900年、奈良県安堵町）飯田岩治郎が教派神道神道大成教大道教会として独立。戦後大成教から独立している
- 井出国子の朝日神社（1907年ごろ、兵庫県三木市）井出クニの神がかりにより独立
- 茨木一派→真道会（1911年、奈良市）茨木基敬の神がかりにより独立。現在は教団としての活動は皆無である。
- ほんみち（1925年、大阪府高石市）大西愛次郎の神がかりにより天理研究会として独立
- 太道教（1940年、東京都杉並区）中村しげの神がかりにより太道教々檀として独立

### ほんみちから分派した団体
- 天理三輪講（1931年）勝ひさが天理教から独立
- 天理神之口明場所→おうかんみち（1937年）山田梅次郎が天理三輪講から独立、山田の死後に高弟の入江寿胤が継承
- 世界心道教（1940年ごろ、愛知県豊川市）会田ヒデの神がかりにより天理三輪講から独立
- 神一条教（1942年ごろ、大阪府東大阪市）
- 天理甘露台（1942年ごろ、奈良県大和郡山市）
- ほんぶしん（1962年、岡山市）大西玉によりほんみちから天理みろく会として独立

### その他天理教の影響を受けた団体
- 道徳科学研究所→モラロジー道徳教育財団（1926年）天理中学校長を務めた廣池千九郎が主宰
- 修養団捧誠会（1941年）天理教信者から天理研究会に参加した出井誠太郎が創設
- 日月教（1942年）
- 八楽会教団（1946年）
- 大徳寺昭輝の天命庵
- 天真教真祐殿教会（1958年）
- 神光苑（1952年）
- 人間甘露台

- 櫟本分署保存会（陽気づくめ教会）

- 天理教豊文教会（2006年）

## 歴代真柱
中山みきを教祖とし、孫の中山眞之亮が初代の真柱を務めた。
| 代   | 氏名       | 就任年 | 退任年 |
| ---- | ---------- | ------ | ------ |
| 初代 | 中山眞之亮 | 1881年 | 1914年 |
| 2    | 中山正善   | 1915年 | 1967年 |
| 3    | 中山善衞   | 1967年 | 1998年 |
| 4    | 中山善司   | 1998年 | 現在   |

## 宗教番組
日本全国のテレビ・ラジオで早朝に放送されている天理教の宗教番組として「天理教の時間」を放送している。ラジオでは「家族円満」のタイトルで、信者から寄せられたメッセージを元に家族円満の秘訣を紹介する。パーソナリティが毎週朗読している。詳細は天理教の時間を参照。

## 災害救援ひのきしん隊
災害救援ひのきしん隊は、教祖の教えに基づいて救援活動や支援活動を行っている。組織機構は、天理教教庁表頭領室内に天理教災害対策委員会が常置されている。ひのきしん隊には現在、おやさと隊と、47教区隊が結成され、約6,000人の隊員が活動している。ひのきしん隊が初出動したのは昭和46年（1976年）9月・愛知県蒲郡市での台風23号水害であり、その後、2013年までに109回出動している。特に平成7年（1995年）1月17日に起きた阪神・淡路大震災では2万人を超える隊員が活動を行った。平成23年（2011年）3月11日の東日本大震災では被災地の救援活動としてひのきしん隊が、震災直後より活動を開始し、のべ18,000名が作業を行った。また、教団内のアマチュア無線クラブも災害救援活動において協力を行っている。

## その他
- 天理市は、日本では唯一の宗教名が地方自治体名になっている宗教都市である[注釈 35]。宗教法人天理教では、天理市へ特に使用目的を指図していない形で毎年寄付を行っている。この寄付金は税収入と同様の形で天理市の毎年の当該年度の一般会計予算の中に組み入れられている。平成25年度の天理市予算では寄付金として1,020,003千円計上されており、大半は天理教からの寄付を見込んでいると考えられる。[92]
- 機関紙『天理時報』が週に1回のペースで発行されている。
- 天理教としては特定の政党の支持は明確には表明していない。個人としては保守政党を支持する宗教者もいる一方で、日本宗教者平和協議会（日本共産党の友好団体）に参加する天理教の宗教者もいる。その一方で、天理教機関紙『天理時報』では政治家の名前が報じられることもあり、例えば2017年には国民民主党の玉木雄一郎が「“ようぼく議員”として、陽気ぐらし世界建設の一端を担わせていただきたい』と抱負を語った」と記されている[93]。
- 戦場カメラマンのロバート・キャパが、1954年4月に雑誌『カメラ毎日』の創刊記念で来日した際に、天理を訪れており、天理教教会本部などを収めたスナップが残されている[94]。
- 松下幸之助の経営理念の一つ水道哲学は、天理教本部の来訪がきっかけといわれている[95]。
- 大きな行事が行われる際に、全国各地から天理駅への臨時列車（団体専用列車）が運転されていた。第二次世界大戦以前には、既に北陸本線方面から運転されていた記録が残る[96]。鉄道趣味界では「天理臨」と呼ばれているが、信者減の影響で年々本数が減少してきて2025年時点では運行が皆無である。
  - 同様の列車は近畿日本鉄道でも大祭やこどもおぢばがえりシーズンに運行されている。また団体臨時列車のほか信者ではない乗客も利用できる臨時列車も運行され、天理教本部乗車券うりばでは主要駅から天理駅へ向かう近鉄の団体専用乗車券（概ね25％割引、通称団参券）が発売される。